# Turdus mandarinus
El mirlo chino (Turdus mandarinus) es una especie de ave paseriforme de la familia Turdidae endémica de China. Anteriormente se consideraba subespecie del mirlo común.

## Taxonomía
Se reconocen dos subespecies:
- T. m. mandarinus - cría en la mayor parte del sur del sur, este e interior de China.[3] Es parcialmente migratorio, hacia Hong Kong, Laos y Vietnam. El macho es negruzco, y la hembra parda con las partes inferiores más claras.[4] Es la subespecie de mayor tamaño.[5]
- T. m. sowerbyi - cría del este de Sichuán a Guizhou, es parcialmente migratoria, y algunos individuos pasan el invierno en el sur de China y el norte de Indochina. Es similar a mandarinus, pero de menor tamaño y más oscuro en las partes inferiores.[5] Su nombre científico conmemora al naturalista británico James Sowerby.